# Anton Žunič
Anton Žunič, slovenski ekonomist, * 10. avgust 1959.
Med 16. majem 2002 in 3. septembrom 2004 je bil državni sekretar Republike Slovenije na Ministrstvu za finance Republike Slovenije.